# 川越制度
川越制度（かわごしせいど）とは、橋がかけられず洗い越しを徒歩、輦台(れんだい、蓮台）、馬越などで渡河させた制度である。
制度を行う川会所が設けられ、その日の川を渡る川越人足を雇う切符である川札、輦台を使用する切符である台札の値段が提示された。
明治維新後に、制度は廃止された。

## 役職など
当初は島田代官や宿場役人が管理・統制していたが、元禄9年（1696年）に川庄屋と年行事が任命され、川越制度が形作られていった。年行事（ねんぎょうじ）は、川越人足の高齢者からなり、川越料金の徴収、帳簿の記載、人足の配置などを担当した。川庄屋（かわしょうや）は、伝馬方から選ばれ、その日の料金を決定する役目であった。そのほかに小頭(こがしら)、川越仲間の口取、待川越（まちかわごし）などが置かれた。待川越は、朝に川の水深と川幅を計測する役であった。
川越人足は、12歳頃から見習いとして雑用を行い、15歳頃から水入という訓練期間となり、一人前となると川会所に申し出て許可を受けてから川越人足として仕事を行うことが出来るようになる。そして、本川越・待川越・口取（45歳以上の者）と階級を上げていく。

## 営業時間と水深
明け六ツ（午前6時ごろ）から暮六ツ（午後六時ごろ）の時間までが原則だが、許可があれば夜間でも川を渡る行為（越立）が行われた。
水深4尺5寸（約1.4メートル）以上では川留・川支 (かわづかえ) として営業を取りやめたが、幕府の文書輸送である御状箱は水深5尺（約1.52メートル）まで許容された。

## 値段と方法、例外
方法と水深などによって値段は変化した。水深は深くなるほど高額となった。
方法は、肩車、連台越しという複数人の川越人足と台車からなる方法、二人の川越人足が持つ棒につかまる棒渡し、武士のみに許された川越人足が馬を引き乗馬したまま川を渡る馬越しなどがあった。
大井川では、帯通二尺五寸（約76センチ）までは常水で、それ以上となると手張という補助者が1人付き添い、付添人の分の川札が必要となった。
また、自力で渡る自分越は基本許されなかったが、相撲取、巡礼、非人は例外であった。